# آب‌انبار کشکوئیه
آب‌انبار کشکوئیه مربوط به دوره قاجار است و در کشکوئیه، داخل شهر واقع شده و این اثر در تاریخ ۷ مهر ۱۳۸۱ با شمارهٔ ثبت ۶۱۲۸ به‌عنوان یکی از آثار ملی ایران به ثبت رسیده است.